# Koreai péniszhal
A koreai péniszhal (Urechis unicinctus) (koreai nevén: 개불 gae-bool) nevével ellentétben nem hal, hanem a gyűrűsférgek törzsébe tartozó, a Xenopneusta rendbe sorolt tengerlakó féreg.

## Leírása
Méretét tekintve körülbelül 10-30 centiméter hosszúságú, kolbászt formáló alakkal, mely szűk szájnyílásban végződik. Teste gerinctelen, hengeres formájú és sárgás-barna színezetű. Testfelülete nyálkás, a farok végződésén apró bolyhok találhatók.

## Előfordulása
A Csendes-óceán nyugati partvidékén a Koreai-félsziget és Japán-szigetek partjainál fordul elő. A keleti parton Kalifornia környékén gyakori. A sekély vizekben a homokos és lazább mederfenékben él. Tápláléka az ott található szerves anyagokból áll. Különösen apálykor az általa ásott vagy a mederben előforduló kisebb lyukakba, gödrökbe húzódik be.

## Felhasználása
Az állatból készített ételspecialitás népszerű fogás Dél-Koreában. Fogyasztani főzve és sütve is szokták. Népszerűsége miatt még tenyésztik is. A horgászok csaliként is felhasználják.

### Internetes leírások a koreai péniszhalról
- Urechis unicinctus (von Drasche, 1881). WORMS - World Register of Marine Species
- Urechis unicinctus (angol nyelven). NCBI Taxonomy browser
- Urechis unicinctus (angol nyelven). uBio. (Hozzáférés: 2011. november 20.)